# 秦禮 (弘治進士)
秦禮（1470年—？），字從節，號樗菴，浙江台州府临海县人，军籍，明朝政治人物。

## 生平
弘治八年（1495年）乙卯科浙江鄉試第三十名舉人。弘治十二年（1499年）中式己未科會試第九名，三甲第八十六名進士。授常熟知县，直道正辞，执节不二。先是，贵游归乡，县盛供帐交迎，礼一切除去，厯官南京刑部员外郎，正德十三年（1518年）正月升福建按察司佥事，剔奸蒐蠧，人称为秦龙图。

## 家族
曾祖秦良玉；祖秦宗傅；父秦彦彬，封南京行人司左司副。母董氏，贈孺人；继母吴氏。具庆下。兄秦章、秦裕、秦文（南京行人司左司副）。弟秦祺、秦裪、秦武。兄秦文，官至河南左參政。弟秦武，号帻峰，正徳丁丑进士，由行人擢御史，直谏有声。
有子秦鳴春，貢士；秦鳴夏，右春坊右中允兼翰林院修撰；秦鳴秋；秦鳴雷（继兄秦文为後）；秦鳴冬。